# Markus (Karikaturist)

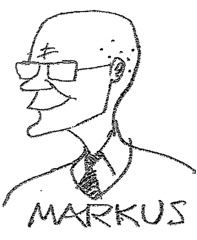
Selbstporträt: Markus

Jörg Mark-Ingraban von Morgen alias Markus (* 16. Mai 1928 in Berlin) ist ein deutscher Karikaturist.

## Leben und Wirken
Noch nicht volljährig, wurde von Morgen für den Zweiten Weltkrieg als Flakhelfer und Soldat eingezogen. Über diese Zeit schrieb er in seiner Autobiografie Mein Leben unter braunen Clowns. Nach dem Abitur folgte das Studium der Gebrauchsgrafik und Malerei in Hamburg.
Von Morgen war von 1960 bis 1968 Werbemann und zuletzt als Gruppenleiter in einer internationalen Werbeagentur angestellt. Er zeichnete von 1951 bis 1993 gesellschaftskritische und politische Karikaturen (insgesamt etwa 4000) für Stern, Welt und Zeit, seit 1965 exklusiv für den Stern. Seine Cartoons, in denen er gern selbst auftaucht, nennt er Storykaturen.
Von Morgen ist seit 1953 in erster Ehe verheiratet, hat drei Kinder und drei Enkel und lebt in Freiburg im Breisgau. Sein gesamtes grafisches Werk wurde 1996 als Schenkung dem Museum für Kunst und Gewerbe Hamburg übereignet und dort archiviert.
Markus spricht nach eigenen Angaben viele Fremdsprachen, u. a. Französisch, Spanisch, Dänisch und Japanisch. Manche seiner Zeichnungen enthalten japanische Schriftzeichen.

## Werke

### Cartoonbücher
- Markus – Zeitkritische Zeichnungen (Wegner 1968)
- Versexte Welt (Bärmeier & Nikel 1970)
- Geschichten, die das Leben schrieb (Stern-Buch 1978)
- Das BRD Dossier (Stern-Buch 1980)
- Wir Anpasser (Stern-Buch 1982)
- Mit der Basis leben (Stern-Buch 1984)
- Nachrichten aus der Bananenrepublik (Stern-Buch 1986)
- Der große Markus (Stern-Buch 1988)
- Überall ist Vaterland (Stern-Buch 1990)
- Markus und die Besserwessis (Stern-Buch 1992)
- Stationen einer Republik (Lappan 1994)

### Autobiografische Bücher
- Mein Leben unter braunen Clowns (Lappan 1995)
- Bekenntnisse eines Witzzeichners (Museum für Kunst und Gewerbe Hamburg, 1999)